# Saint-Saturnin-sur-Loire
Saint-Saturnin-sur-Loire és un municipi francès situat al departament de Maine i Loira i a la regió de País del Loira. L'any 2007 tenia 1.291 habitants.

## Demografia

### Població
El 2007 la població de fet de Saint-Saturnin-sur-Loire era de 1.291 persones. Hi havia 444 famílies de les quals 60 eren unipersonals (32 homes vivint sols i 28 dones vivint soles), 148 parelles sense fills, 220 parelles amb fills i 16 famílies monoparentals amb fills.
La població ha evolucionat segons el següent gràfic:
Habitants censats

### Habitatges
El 2007 hi havia 485 habitatges, 445 eren l'habitatge principal de la família, 25 eren segones residències i 15 estaven desocupats. 478 eren cases i 2 eren apartaments. Dels 445 habitatges principals, 385 estaven ocupats pels seus propietaris, 56 estaven llogats i ocupats pels llogaters i 4 estaven cedits a títol gratuït; 1 tenia una cambra, 12 en tenien dues, 36 en tenien tres, 84 en tenien quatre i 312 en tenien cinc o més. 388 habitatges disposaven pel capbaix d'una plaça de pàrquing. A 133 habitatges hi havia un automòbil i a 293 n'hi havia dos o més.

### Piràmide de població
La piràmide de població per edats i sexe el 2009 era:
| Homes | Edats   | Dones |
| ----- | ------- | ----- |
| 0     | 95 o +  | 0     |
| 0     | 90 a 94 | 4     |
| 0     | 85 a 89 | 8     |
| 4     | 80 a 84 | 4     |
| 12    | 75 a 79 | 20    |
| 12    | 70 a 74 | 12    |
| 24    | 65 a 69 | 12    |
| 32    | 60 a 64 | 24    |
| 24    | 55 a 59 | 36    |
| 52    | 50 a 54 | 40    |
| 64    | 45 a 49 | 52    |
| 56    | 40 a 44 | 56    |
| 40    | 35 a 39 | 60    |
| 24    | 30 a 34 | 36    |
| 16    | 25 a 29 | 12    |
| 53    | 20 a 24 | 36    |
| 64    | 15 a 19 | 60    |
| 48    | 10 a 14 | 64    |
| 32    | 5 a 9   | 32    |
| 32    | 0 a 4   | 24    |

## Economia
El 2007 la població en edat de treballar era de 863 persones, 657 eren actives i 206 eren inactives. De les 657 persones actives 613 estaven ocupades (330 homes i 283 dones) i 44 estaven aturades (16 homes i 28 dones). De les 206 persones inactives 66 estaven jubilades, 82 estaven estudiant i 58 estaven classificades com a «altres inactius».

### Ingressos
El 2009 a Saint-Saturnin-sur-Loire hi havia 472 unitats fiscals que integraven 1.335,5 persones, la mediana anual d'ingressos fiscals per persona era de 19.735 €.

### Activitats econòmiques
Dels 36 establiments que hi havia el 2007, 1 era d'una empresa alimentària, 1 d'una empresa de fabricació de material elèctric, 2 d'empreses de fabricació d'altres productes industrials, 6 d'empreses de construcció, 7 d'empreses de comerç i reparació d'automòbils, 4 d'empreses d'hostatgeria i restauració, 2 d'empreses financeres, 2 d'empreses immobiliàries, 9 d'empreses de serveis i 2 d'entitats de l'administració pública.
Dels 7 establiments de servei als particulars que hi havia el 2009, 1 era un paleta, 4 lampisteries i 2 restaurants.
Dels 3 establiments comercials que hi havia el 2009, 1 era una botiga de menys de 120 m², 1 una fleca i 1 una perfumeria.
L'any 2000 a Saint-Saturnin-sur-Loire hi havia 20 explotacions agrícoles que ocupaven un total de 378 hectàrees.

## Equipaments sanitaris i escolars
El 2009 hi havia 2 escoles elementals.

## Poblacions més properes
El següent diagrama mostra les poblacions més properes.